# استاروبالاپانوو
استاروبالاپانوو (به لاتین: Starobalapanovo) یک منطقهٔ مسکونی در روسیه است که در باشقیرستان واقع شده‌است.